# 尼崎市立難波小学校
尼崎市立難波小学校（あまがさきしりつ なにわしょうがっこう）は、兵庫県尼崎市にある公立小学校。

## 沿革
- 1920年（大正9年） - 尼崎市立第二尋常小学校として開校。
- 1935年（昭和10年）4月1日 - 尼崎市立竹谷尋常小学校（現・尼崎市立竹谷小学校）を分離。
- 後に尼崎市立難波小学校へと改称。

2007年、東側校舎が耐震工事済みである。

## 通学区域
- 尼崎市
  - 蓬川荘園、西難波町2丁目（一部）、西難波町3丁目～4丁目、西難波町5丁目（一部）、東難波町4丁目～5丁目、南七松町2丁目13番20

卒業生は基本的に尼崎市立中央中学校へ進学する。

## 周辺
- 尼崎中央・三和・出屋敷商店街
- 尼崎難波郵便局
- 国道2号
- 出屋敷駅

## アクセス
- 阪神本線 尼崎駅から北西へ900m
- 阪神電鉄バス 難波にて下車

阪神国道線が走っていた頃は、難波電停が最寄駅だった。

## 通学区域が隣接している学校
- 尼崎市立難波の梅小学校
- 尼崎市立七松小学校
- 尼崎市立浜田小学校
- 尼崎市立竹谷小学校
- 尼崎市立明城小学校
- 尼崎市立金楽寺小学校